# ACS Award for Encouraging Women into Careers in the Chemical Sciences
O ACS Award for Encouraging Women into Careers in the Chemical Sciences é um prêmio em química patrocinado pela The Camille and Henry Dreyfus Foundation. Foi instituído em 1993 com o intuito de reconhecer "realizações significativas de indivíduos que estimularam ou fomentaram o interesse das mulheres pela química, promovendo seu desenvolvimento profissional como químicas ou engenheiras químicas". As recipientes recebem US$ 5 000, um certificado, até US$ 1 500 para despesas de viagem e um subsídio de US$ 10 000. O prazo para a nomeação é 1 de novembro de cada ano.

## Recipientes
As premiadas são listadas juntamente com sua afiliação no momento da premiação.
| 1995 | Margaret C. Cavanaugh    | National Science Foundation           |
| 1996 | Nina Roscher             |                                       |
| 1997 | Mary E. Thompson         |                                       |
| 1998 | Madeleine M. Joullié     | University of Pennsylvania            |
| 1999 | Jeanette Grasselli-Brown | New Jersey Institute of Technology    |
| 2000 | Valerie J. Kuck          | Bell Laboratories                     |
| 2001 | Christina Bodurow Erwin  | Eli Lilly & Co.                       |
| 2002 | Barbara A. Sawrey        | University of California San Diego    |
| 2003 | Madeleine Jacobs         | American Chemical Society             |
| 2004 | Margaret-Ann Armour      | University of Alberta                 |
| 2005 | Geraldine L. Richmond    | University of Oregon                  |
| 2006 | Catherine H. Middlecamp  | University of Wisconsin-Madison       |
| 2007 | Bojan H. Jennings        |                                       |
| 2008 | Esther Marley Conwell    | National Science Foundation           |
| 2009 | Mary F. Singleton        |                                       |
| 2010 | Mildred Dresselhaus      | Massachusetts Institute of Technology |
| 2011 | Mamie W. Moy             | University of Houston                 |
| 2012 | Yves J. Chabal           | University of Texas at Dallas         |
| 2013 | Heather Cecile Allen     | Ohio State University                 |
| 2014 | Sandra Charlene Greer    | Mills College                         |
| 2015 | Elizabeth Ann Nalley     | Cameron University                    |
| 2016 | Carol A. Fierke          | University of Michigan                |
| 2017 | Judith M. Iriarte-Gross  | Middle Tennessee State University     |
| 2018 | Rebecca T. Ruck          | Merck & Co                            |
| 2019 | Ruth E. Baltus           | Clarkson University                   |
| 2020 | Katherine Franz          | Duke University                       |